# Masquières
Masquières é uma comuna francesa na região administrativa da Nova Aquitânia, no departamento Lot-et-Garonne. Estende-se por uma área de 12,6 km². Em 2010 a comuna tinha 184 habitantes (densidade: 14,6 hab./km²).